# زيارة الشيخ حسن (الرقة)
زيارة الشيخ حسن قرية سورية تتبع ناحية عين عيسى في منطقة تل أبيض في محافظة الرقة. بلغ عدد سكانها 658 نسمة في عام 2004 حسب إحصاء المكتب المركزي للإحصاء.